# جائزة ساتلايت لأفضل ممثلة مساعدة - مسلسل أو مسلسل قصير أو فلم تلفزيوني
جائزة ساتلايت لأفضل ممثلة مساعدة في مسلسل أو مسلسل قصير أو فيلم تلفزيوني (بالإنجليزية: Satellite Award for Best Supporting Actress in a Series, Miniseries, or Television Film) هي إحدى جوائز ساتلايت السنوية التي تمنحها الأكاديمية الدولية للصحافة.